# تاريخ أستراليا العسكري خلال حرب فيتنام

تاريخ أستراليا العسكري خلال حرب فيتنام

بدأت مشاركة أستراليا في حرب فيتنام مع التزام صغير تألف من 30 مستشارًا عسكريًا في عام 1962، وازداد على مدى العقد التالي إلى ذروة بلغت 7672 جنديًا أستراليًا بعد قرار حكومة مينزيس في أبريل 1965 رفع مستوى التزامها العسكري بأمن جنوب فيتنام. بحلول الوقت الذي سُحب فيه آخر جندي أسترالي في عام 1972، كانت حرب فيتنام قد أصبحت أطول حرب في تاريخ أستراليا، ولم يجرِ تجاوزها سوى مؤخرًا من خلال التزام القوات الأسترالية المقاتلة طويل الأمد بالحرب في أفغانستان. وتبقى أكبر مساهمة في القوة الأسترالية في نزاع أجنبي منذ الحرب العالمية الثانية وكانت أيضًا الأكثر إثارة للجدل في المجتمع الأسترالي منذ جدل التجنيد الذي أُثير أثناء الحرب العالمية الأولى. على الرغم من تمتعها في البداية بدعم واسع بسبب المخاوف من انتشار الشيوعية في جنوب شرق آسيا، تطورت حركة مناهضة للحرب استجابةً لبرنامج أستراليا للتجنيد الإجباري.
بدأ انسحاب القوات الأسترالية من جنوب فيتنام في نوفمبر 1970، في ظل حكومة جورتون، حين أتمت الكتيبة الثامنة من الفوج الملكي الأسترالي مدة خدمتها دون أن تُستبدل. تبع ذلك انسحاب على مراحل، وبحلول 11 يناير من عام 1973 توقف التدخل الأسترالي في الأعمال الحربية في فيتنام. وعلى الرغم من ذلك، بقيت القوات الأسترالية التابعة لوحدة حماية السفارة الأسترالية منتشرة في البلاد حتى 1 يوليو من عام 1973، وانتشرت القوات الأسترالية لفترة وجيزة في أبريل عام 1975، أثناء سقوط سايغون، لإجلاء العاملين من السفارة الأسترالية. خدم في الحرب ما يقارب 60 ألف أسترالي، قُتل منهم 521 وأصيب ما يزيد عن 3000 بجروح.

## الخلفية
كانت مشاركة أستراليا في حرب فيتنام مدفوعة إلى حد كبير بصعود الشيوعية في جنوب شرق آسيا بعد الحرب العالمية الثانية، وبالخوف من انتشارها الذي تنامى في أستراليا خلال خمسينيات القرن العشرين وأوائل ستينياته. في أعقاب نهاية الحرب العالمية الثانية سعى الفرنسيون إلى تأكيد سيطرتهم على الهند الصينية الفرنسية، التي كانت محتلة من قبل اليابان. في عام 1950، حين بدأت فيت مين، بقيادة هو تشي منه، التي نالت دعمًا شيوعيًا تحتل الصدارة في الحرب الهندية الصينية الأولى، امتلكت الأمة الفيتنامية إدارتين متوازيتين، جمهورية فيتنام الديمقراطية (اعتُرف بها من قبل الاتحاد السوفييتي وجمهورية الصين الشعبية) ودولة فيتنام التي كانت دولة تابعة للاتحاد الفرنسي (اعترف بها من قبل العالم غير الشيوعي). في عام 1954، وفي أعقاب هزيمة فرنسا في معركة ديان بيان فو، قسّم مؤتمر جنيف لعام 1954 البلاد جغرافيًا، فسيطرت جمهورية فيتنام الديمقراطية على شمال خط العرض 17 وسيطرت دولة فيتنام على الجنوب.
فرض مؤتمر جنيف موعدًا نهائيًا في يوليو 1956 لإجراء حكومتي فيتنام لانتخابات تهدف إلى توحيد البلاد في ظل حكومة واحدة. في عام 1955 خلع نغو دينه ديم، رئيس وزراء دولة فيتنام، رئيس الدولة في استفتاء احتيالي وأعلن نفسه رئيسًا لجمهورية فيتنام المعلنة حديثًا. ومن ثم رفض المشاركة في الانتخابات مدعيًا أن شيوعيي الشمال سيزوّرون الانتخابات ونتيجة لذلك سيفوزون لأن لديهم عدد أكبر من السكان. بعد انقضاء المدة النهائية للانتخابات، بدأ القادة العسكريون في الشمال بالتحضير لغزو الجنوب. على امتداد أواخر خمسينيات القرن العشرين وأوائل ستينياته، تجذّر هذا الغزو في حملة تمرد وتهديم وتخريب في الجنوب باستخدام تكتيكات حرب العصابات. في سبتمبر من عام 1957، زار دييم أستراليا ومُنح دعمًا قويًا من قبل كل من الحزب الليبرالي الحاكم في أستراليا الذي تزعمه روبيرت مينيزيس والمعارضة التي تمثلت بحزب العمال الأسترالي. حظي دييم بتكريم من قبل المجتمع الكاثوليكي على وجه التحديد، إذ تبنّى سياسة تمييزية تصب في صالح الأقلية الكاثوليكية في بلاده ومنح صلاحيات خاصة للكنيسة الكاثوليكية.
بحلول عام 1962 ساءت الأوضاع في فيتنام الجنوبية إلى حد أن دييم قدّم طلب مساعدة من الولايات المتحدة وحلفائها لمواجهة التمرد المتعاظم والتهديد الذي شكله على أمن فيتنام الجنوبية. في أعقاب هذا بدأت الولايات المتحدة بإرسال مستشارين لتقديم نصائح تكتيكية ولوجستية إلى فيتناميي الجنوب. في الوقت نفسه، سعت الولايات المتحدة إلى زيادة شرعية الحكومة الفيتنامية الجنوبية من خلال إنشاء برنامج حملة الأعلام العديدة، آملة أن تتصدى للبروباغاندا الشيوعية التي ادعت أن فيتنام الجنوبية كانت مجرد دولة دمية للولايات المتحدة وإشراك أكبر عدد ممكن من الدول. وهكذا باتت أستراليا متورطة في حرب فيتنام بصفتها حليفًا للولايات المتحدة مع التزامات بموجب ميثاق أنزوس، وعلى أمل تعزيز تحالفها مع الولايات المتحدة. بين عامي 1962 و1972 أرسلت أستراليا ما يقارب 60 ألف جندي إلى فيتنام، بما في ذلك قوات برية وقوات بحرية وعتادًا جويًا، وساهمت أيضًا بكميات كبيرة من مواد المجهود الحربي.

## مشاركة أستراليا العسكرية

### المستشارون الأستراليون 1962-1965
بينما كانت تساعد بريطانيا خلال الطوارئ المالايوية، اكتسبت القوات العسكرية الأسترالية والنيوزيلندية خبرة ثمينة في حرب الأدغال ومقاومة التمرد. وفقًا للمؤرخ بول هام، أقرّ وزير خارجية الولايات المتحدة دين راسك «علنًا في لقاء أنزوس في كانبرا في مايو من عام 1962 أن القوات المسلحة الأمريكية لم يكن لديها سوى خبرة قليلة في حرب الأدغال». بالنظر إلى الخبرة التي اكتسبتها القوات الأسترالية في مالايا، كان هناك شعور في البداية بأنه بوسع أستراليا أن تساهم في الأوضاع من خلال توفير مستشارين كانوا خبراء في تكتيكات حرب الأدغال. في هذا الصدد، كان الرد الأولي من حكومة أستراليا إرسال 30 مستشارًا عسكريًا تحت اسم فريق تدريب الجيش الأسترالي في فيتنام، الذي عُرف أيضًا ب«الفريق». كان من المقرر أن تتمثل المساعدة العسكرية الأسترالية في التدريب على حرب الأدغال، وتألف الفريق من ضباط وضباط صف من أصحاب التأهيل الخبرة والتأهيل المرموقين، بقيادة العقيد تيد سيرونغ، وامتلك العديد منهم خبرة سابقة من الطوارئ المالايوية. كان وصولهم إلى فيتنام الجنوبية في يوليو وأغسطس من عام 1962 بداية مشاركة أستراليا في الحرب في فيتنام.
كانت العلاقات بين فريق تدريب الجيش الأسترالي في فيتنام والمستشارين الأمريكيين ودية إلى حد بعيد، ولكن كانت هناك في بعض الأحيان اختلافات كبيرة في الرأي حول التدريب والتكتيكات التي ينبغي استخدامها. على سبيل المثال، حين أعرب سيرونغ عن شكوكه حيال فائدة برنامج هاملت الاستراتيجي في اجتماع لمجموعة مكافحة التمرد الأمريكية في واشنطن في 23 مايو عام 1963، استثار ذلك «تحديًا عنيفًا» من جانب جنرال البحرية الأمريكية فيكتور «بروت» كرولاك. سلّط عمل الكابتن باري بيترسون على نشر قوة مناوئة للشيوعية في مونتانيارد في المرتفعات الوسطى بين عامي 1963 و1965 الضوء على مشكلة أخرى، إذ وجد الضباط الفيتناميون الجنوبيون تحقيق النجاح عبر أجنبي أمرًا يصعب تقبله أحيانًا. قُتل ضابط الصف من الفئة الثانية كيفين كونواي من فريق تدريب الجيش الأسترالي في فيتنام في 6 يوليو 1964، جنبًا إلى جنب مع الرقيب غابرييل ألامو من قوات العمليات الخاصة الأمريكية خلال هجوم فييت كونغ المكثف على معسكر نام دونغ للقوات الخاصة ليصبح الضحية الأولى لأستراليا في المعارك.